# Sauvagesia falcisepala
Sauvagesia falcisepala är en tvåhjärtbladig växtart som beskrevs av C. Sastre. Sauvagesia falcisepala ingår i släktet Sauvagesia och familjen Ochnaceae. Inga underarter finns listade i Catalogue of Life.